# Iwan Kowalow
Iwan Aleksandrowicz Kowalow (ros. Иван Александрович Ковалёв, ur. 26 lipca 1986 w Swierdłowsku) – rosyjski kolarz torowy i szosowy, dwukrotny medalista mistrzostw świata i trzykrotny medalista mistrzostw Europy w kolarstwie torowym, zawodnik grupy UCI Professional Continental Teams RusVelo.

## Kariera
Pierwszy sukces na arenie międzynarodowej Iwan Kowalow osiągnął w 2004 roku, kiedy na torowych mistrzostwach świata juniorów zdobył brązowy medal w drużynowym wyścigu na dochodzenie. W tym samym roku i tej samej kategorii wiekowej zdobył srebrne medale w indywidualnym i drużynowym wyścigu na dochodzenie na mistrzostwach Europy. W kategorii seniorów pierwszy medal zdobył podczas mistrzostw Europy w Pruszkowie w 2010 roku, gdzie był drugi w drużynowym wyścigu na dochodzenie. Rok później, na mistrzostwach świata w Apeldoorn wspólnie z Aleksiejem Markowem, Aleksandrem Sierowem i Jewgienijem Kowalowem zdobył srebrny, a na mistrzostwach Europy w Apeldoorn brązowy medal w tej samej konkurencji. Podczas mistrzostw Europy w Apeldoorn w 2013 roku wspólnie z kolegami z reprezentacji zdobył kolejny srebrny medal w drużynowym wyścigu na dochodzenie, a na rozgrywanych rok później mistrzostwach świata w Cali zwyciężył w scratchu.

## Najważniejsze osiągnięcia

### tor
- 2008
  -  2. miejsce w mistrzostwach Europy do lat 23 (wyścig punktowy)
- 2010
  -  2. miejsce w mistrzostwach Europy (wyścig druż. na dochodzenie)
- 2011
  -  2. miejsce w mistrzostwach świata (wyścig druż. na dochodzenie)
  -  3. miejsce w mistrzostwach Europy (wyścig druż. na dochodzenie)
  -  1. miejsce w mistrzostwach Rosji (wyścig druż. na dochodzenie)
- 2012
  - 4. miejsce w igrzyskach olimpijskich (wyścig druż. na dochodzenie)

### szosa
- 2009
  - 1. miejsce na 4. etapie Five Rings of Moscow
  - 1. miejsce na 2. etapie Vuelta Ciclista a Costa Rica
- 2010
  - 1. miejsce na prologu Five Rings of Moscow
- 2011
  - 2. miejsce w Tour de Chine
- 2013
  - 1. miejsce w Grand Prix of Moscow